# Oerlikon-Bührle

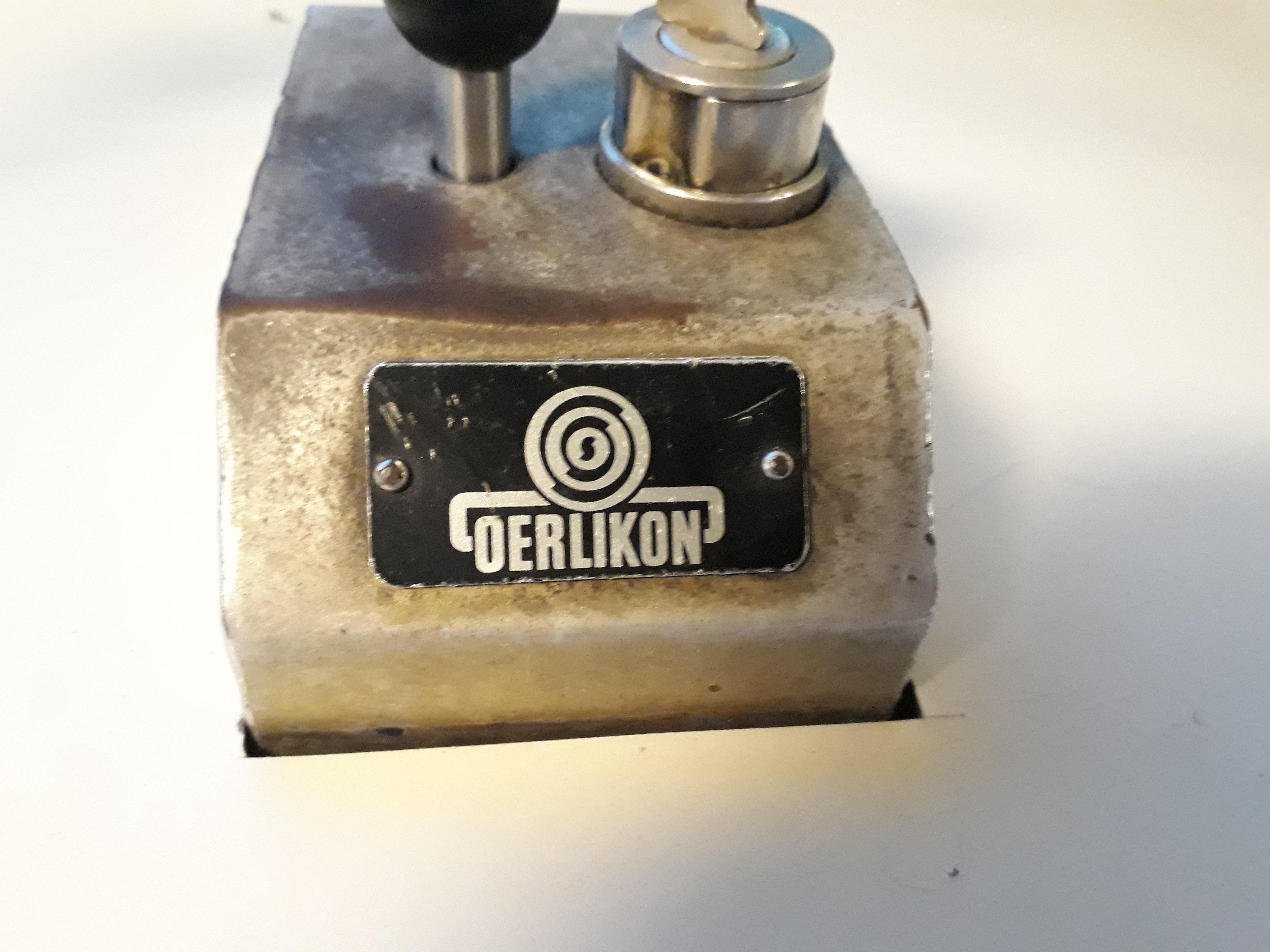
Logo der Oerlikon-Bührle in den 70er und 80er Jahren

Oerlikon-Bührle (eigentlich Werkzeugmaschinenfabrik Oerlikon, Bührle & Co., anfangs Werkzeugmaschinenfabrik Oerlikon) war von 1906 bis 1999 ein Schweizer Rüstungsunternehmen mit Sitz in Oerlikon (Zürich). Nach Restrukturierungen und dem Verkauf diverser Kernbereiche, insbesondere des Rüstungsbereichs Oerlikon Contraves Defence an die deutsche Rheinmetall DeTec, ging die Holding im Januar 2000 im heutigen Unternehmen OC Oerlikon auf.

## Geschichte

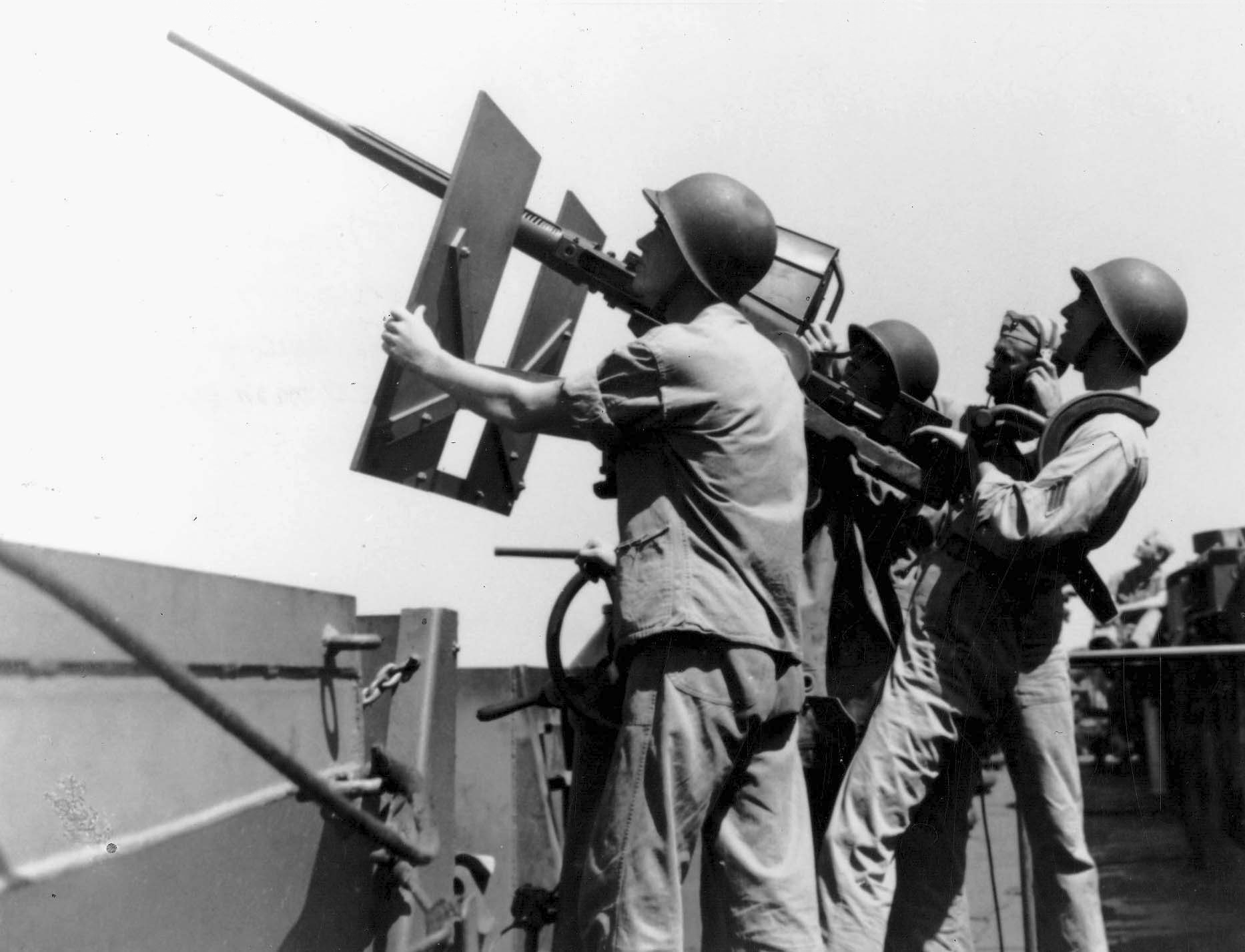
20-mm-Oerlikon-Flugabwehrkanone im Einsatz bei der US-Navy auf der Enterprise (Mai 1943)

Die 1906 gegründete Schweizerische Werkzeugmaschinenfabrik Oerlikon (SWO), eine Abspaltung der Maschinenfabrik Oerlikon, war 1923 von der Magdeburger Werkzeugmaschinenfabrik übernommen und so vor dem Konkurs bewahrt worden. Der Deutsche Emil Georg Bührle, als Prokurist 1924 aus Magdeburg nach Oerlikon versetzt, baute in den wirtschaftlich schwierigen 1920er Jahren mit der 20-mm-Oerlikon-Kanone die Waffenherstellung zum Hauptgeschäft des Unternehmens aus und wurde 1929 Hauptanteilseigner der Werkzeugmaschinenfabrik Oerlikon (WO). Die Oerlikon-Kanone, anfänglich auch als Panzerabwehrkanone angeboten, wurde insbesondere aber als Flugzeug-Bordwaffe und leichte Flugabwehrkanone ein Exportschlager. Sie konnte bereits vor dem Krieg nahezu in die ganze Welt exportiert werden. Im Umfeld der Aufrüstung der 1930er Jahre forcierte Bührle den Waffensektor weiter und machte seine Firma zum führenden Schweizer Rüstungsunternehmen. Weitere Tätigkeitsfelder waren der Werkzeugmaschinenbau sowie die Produktion von Bremsausrüstungen für Schienenfahrzeuge.

### 1920er Jahre
Hauptabsatzländer im hart umkämpften und von den Rüstungsindustrien Frankreichs, Grossbritanniens und den USA mit Weltmarktanteilen von zwischen 77 Prozent (1924) und 65 Prozent (1929) beherrschten Markt waren zunächst vor allem aussereuropäische Nicht-Industriestaaten, die über keine eigene Rüstungsindustrie verfügten. Frankreich und England importierten in den 1920er Jahren praktisch keine Rüstungsgüter, grössere Import-Anteile von zwischen 2,5 Prozent und 5 Prozent der Welteinfuhren wiesen nur die Industrie-Länder Japan, Niederlande und die USA auf. Erst ab etwa Mitte der 1930er Jahre wurden im Zeichen der allgemeinen Aufrüstung auch die grossen Märkte der zukünftigen Gegner des Deutschen Reiches für Importe geöffnet. Die Kriegsmaterialgeschäfte der WO standen in den Zwanziger- und Dreissigerjahren im Einklang mit der schweizerischen Aussen- und Sicherheitspolitik. Diese baute auf eine exportfähige Schweizer Rüstungsindustrie als Basis zur Versorgung der eigenen Armee und förderte den erfolgreichen Rüstungssektor auch aus Gründen der Arbeitsbeschaffung. Es bestanden für die Geschäfte der Schweizer Rüstungsindustrie und somit für die WO bis 1938 grundsätzlich weder innerstaatliche noch völkerrechtliche Einschränkungen.

### 1930er Jahre
Das Exportverbot während des 1936 ausgebrochenen Spanischen Bürgerkrieges wurde mit der Ausfuhr über Mexiko umgangen. In den Medien wurden Meldungen über Lieferungen von Oerlikon-Waffen an das republikanische Spanien publiziert. Nach Abessinien lieferte die WO 1935 bis kurz vor Inkrafttreten des Waffenausfuhrverbots Maschinenkanonen. Auch später sollen von der WO des E. G. Bührle angeblich Waffen in das von Italien angegriffene Land geschmuggelt worden sein. Bührle vertrat Abessinien in der Schweiz als Generalkonsul.
Den Durchbruch erzielte die Firma 1929 mit einem Grossauftrag von über 100 Kanonen in China. Beliefert wurden in Europa, wo der Marktzutritt bei den Grossmächten bis zur forcierten Aufrüstung im Gefolge des Anschlusses von Österreich und der Sudetenkrise schwierig blieb, vor allem kleinere Staaten wie die baltischen Staaten, die Tschechoslowakei und Griechenland. Zu wirklichen Grossaufträgen und -lieferungen kam es infolge der massiven Aufrüstungen 1938 nach Frankreich, Grossbritannien und in die Niederlande.
Ab 1936 war man mit der Schweiz im Geschäft. In Frankreich, in Deutschland, in Italien, in Japan und in England kam es zu Zusammenarbeitsversuchen (1932/33 mit Hispano-Suiza, Frankreich), zur Zusammenarbeit (1932/33 mit Scotti, Italien), zu Lizenzvergaben (1936 an Deutschland und Japan, 1939 an GB) und Firmen-Beteiligungen (1934 bis 1939 an der Ikaria Gesellschaft für Flugzeugzubehör mbH in Berlin; Hersteller der 20-mm-Maschinenkanone MG FF).
In den 1930er Jahren stieg die Firma zur grössten privaten Rüstungsherstellerin der Schweiz auf und beschäftigte 1939 über 2'000 Personen. Ab Ende des Jahrzehnts hatte in der Schweizer Wirtschaft die WO als Arbeitgeberin für Zulieferanten eine bedeutende Position inne.
1939 gründet Bührle mit Partnern die Pilatus-Flugzeugwerke (Pilatus Aircraft) in Stans. Die Diversifikationsstrategie Emil G. Bührles erfolgte zur Risikominderung einerseits in den zivilen Sektor und andererseits in den Aufbau der Flugzeugwerke Pilatus. Die Pilatus-Werke erreichten während des Krieges infolge der schwierigen Rahmenbedingungen keine nennenswerte Produktion. Hauptauftraggeber der WO waren bis zur Kapitulation Frankreichs im Juni 1940 die westalliierten Länder – an der Spitze Grossbritannien und Frankreich. Diese Länder platzierten in Oerlikon für fast 250 Millionen Schweizer Franken Bestellungen. Zu deren Erfüllung mussten aus Rücksicht auf die Politik des Bundesrates sogar dringende Bedürfnisse der Schweizer Armee nach 20-mm-Oerlikon-Kanonen zurückgestellt werden.
Nachdem Bührle 1937 Schweizer geworden war, verdrängten die deutschen Behörden im Rahmen ihrer Autarkiepolitik ihn bis 1939 gezielt aus seiner Beteiligung an der Berliner Ikaria-Gesellschaft. Sowohl Italien als auch Deutschland verfügten bei Kriegsausbruch bereits seit Jahren über eigene leistungsfähige Produzenten von 20-mm-Geschützen (Mauser, Rheinmetall, Breda). Erst ab Sommer 1940 lieferte die WO im Einklang mit der bundesrätlichen Politik und auf Druck der Schweizer Handelsdelegation auch 20-mm-Kanonen an die Achsenmächte. Übereinstimmend beurteilt die Forschung die – später von Bundesrat Kobelt zwar bestrittene – Aufforderung des Bundes an E. G. Bührle zur Lieferung an Deutschland als Verletzung des Neutralitätsrechtes. Die Schweiz war von Nazi-Deutschland nach der Eroberung Frankreichs und vollständigen faschistischen Umzingelung unter Druck gesetzt worden, sämtliches für das Ausland produzierte Kriegsmaterial an die Achsenmächte zu liefern. Diese traten aus Sicht der WO bei den nun anlaufenden Geschäften teilweise in die nicht mehr erfüllbaren Lieferkontrakte mit England und Frankreich ein.

#### Lieferungen an die Achsenmächte
Im Zweiten Weltkrieg war das 20-mm-Oerlikon-Geschütz das Hauptausfuhrprodukt an die Achsenmächte. Die Geschäftstätigkeit der WO mit den Ländern der Achse – Deutschland, Italien und Rumänien – erreichte in den Jahren 1940 bis 1944 einen Gesamtumfang von 543,4 Millionen Schweizer Franken (teuerungsbereinigt heute ungefähr 2 Milliarden Fr.) und umfasste die Lieferung von 7’013 Stück 20-mm-Kanonen, 14'758'489 Schuss Munition, 12'520 Ersatzrohren und 40'092 Magazinen. Was 1943 und 1944 bestellt und produziert wurde, gelangte allerdings auf Grund der Entwicklung der Bewilligungspraxis und der Kriegslage teilweise nicht mehr zur Auslieferung. Was ausgeliefert wurde, wurde vom deutschen Auswärtigen Amt indessen als „Schlüssellieferungen“ bezeichnet.
Die WO befand sich ab 1944 infolge von Schwarzen Listen der Alliierten und infolge offener Forderungen aus unvollständig abgewickelten Kontrakten (Deutschland, Italien) gegenüber allen ehemaligen Kriegsparteien in einer schwierigen Lage. In der durch das Waffenausfuhrverbot seit Herbst 1944 für die WO und ihre Arbeitnehmerschaft katastrophalen Situation hielt Emil G. Bührle persönlich die WO samt Belegschaft mit Hilfe seines persönlichen Vermögens rund fünf Jahre lang über Wasser.

### Nachkriegszeit

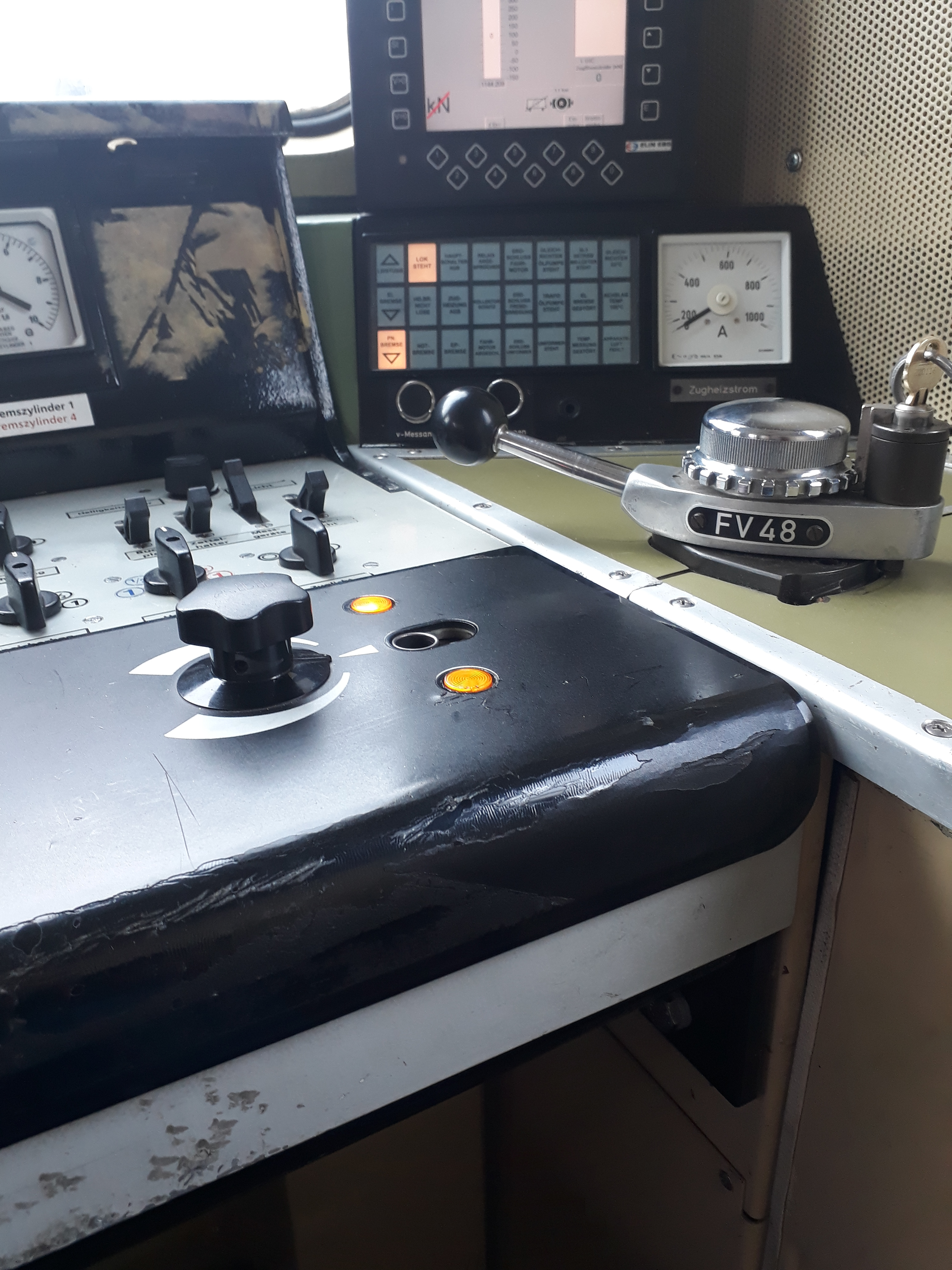
Oerlikon Führerbremsventil FV 48 einer ÖBB 1144

1946 erfolgte die Gründung der Gerätebauanstalt in Balzers. Das Unternehmen spezialisierte sich auf die Herstellung dünner Schichten und begründete so die Kerntechnologie der heutigen OC Oerlikon, die zwischendurch auch Unaxis hiess. Oerlikon-Contraves entwickelte die SNORA- und SURA-D-Raketen, Lenkwaffe RSA, das Lenkwaffensystem RSC/D, die Lenkwaffe RSE Kriens und die Höhenforschungsrakete Zenit. Im Bereich Panzerabwehrlenkwaffen wurde die Oerlikon-Contraves Mosquito entwickelt. 1957 folgten eine Geschäftsentwicklung in Richtung Vakuumtechnologie und ein erstes Produktionswerk für Prozesssysteme in Trübbach.
Ein weiterer großer Erfolg gelang auf dem Sektor der Eisenbahnbremsausrüstungen, das Führerbremsventil FV 4, und das Loksteuerventil LST 1 fanden in der Schweiz sowie in Österreich große Verbreitung. Das FV 4 wurde samt seinen Nachfolgern ab den 1960er Jahren das "Standardbremsventil" auf österreichischen Triebfahrzeugen, die Fertigung erfolgte in Lizenz durch die "Stabeg Apparatebau GmbH" in Wien.
Seit 1964 war Oerlikon-Contraves in der Raumfahrt tätig; das Unternehmen war an der Entwicklung des europäischen Satelliten ESRO-1 beteiligt. Auch die 1967 zum ersten Mal gestartete Höhenforschungsrakete Zenit war ein Produkt des Weltraum-Engagements. 1973 erfolgte die Schaffung der Oerlikon-Bührle Holding AG und die Notierung an der Schweizer Börse. Drei Jahre später integrierte der Konzern die Balzers AG.

### «Bührle-Affäre» der 1960er Jahre
Zwischen 1963 und 1968 verletzte der Konzern die Ausfuhrverbote des Bundesrates für Kriegsmaterial, indem er die in Konflikte verwickelten Länder Nigeria, Südafrika, Malaysia, Israel, Saudi-Arabien, Ägypten und Libanon mit Waffen belieferte. Die nötigen Ausfuhrbewilligungen erlangte Oerlikon-Bührle mit Gesuchen, die falsche Bestimmungsländer angaben. Diese Praxis wurde 1968 publik, nachdem Medien über Oerlikon-Kanonen im nigerianischen Bürgerkrieg berichteten. 1970 wurden Dieter Bührle und drei Mitangeklagte zu bedingten Gefängnisstrafen zwischen 8 und 18 Monaten und einer Geldbuße von 200.000 Franken verurteilt. Der Schaden für den Konzern blieb aber gering, weil der Bundesrat Bührle zwar die Kriegsmaterialproduktionsbewilligung entzog, sie aber der Oerlikon-Bührle-Gruppe wieder übertrug.
Im Zuge der sich aus den Medienberichten ergebenden Affäre musste Bundespräsident Willy Spühler zugeben, dass den Behörden schon seit Monaten Informationen über illegale Waffenexporte vorgelegen hatten. Als politische Konsequenz wurde 1969 eine Volksinitiative zum Verbot des Kriegsmaterialexports eingereicht, die 1972 bei 49,8 % Ja-Stimmen nur knapp, jedoch auch mit klarem Ständemehr abgelehnt wurde. Als indirekter Gegenvorschlag trat 1973 eine restriktivere Waffenexportgesetzgebung in Kraft.

### Nach dem Ende des Kalten Krieges

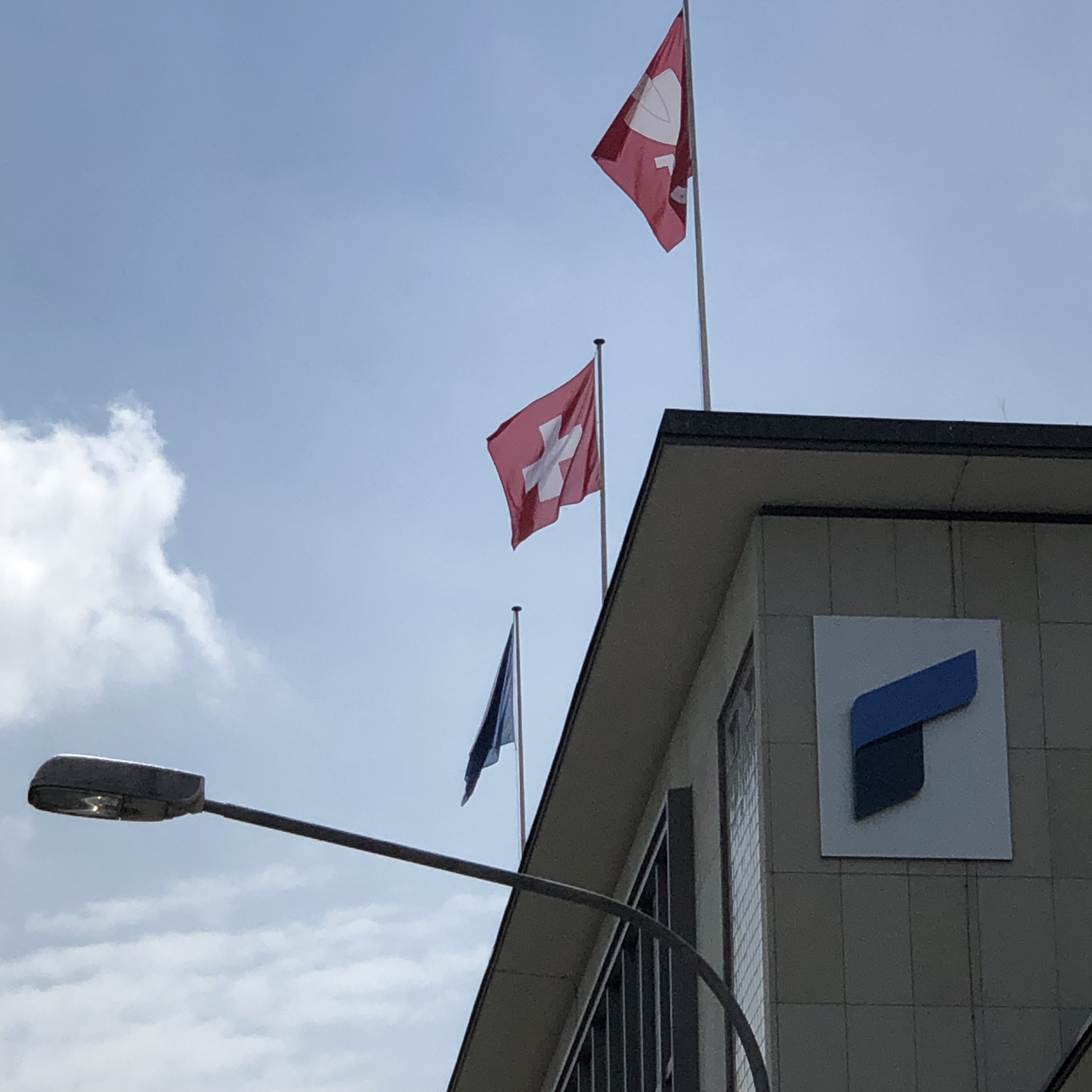
Rheinmetall Air Defence in Oerlikon (2022)

Die Oerlikon-Bührle-Gruppe beschäftigte 1980 rund 37'000 Mitarbeiter, der Höchststand in der Geschichte des Konzerns. 1991 zwangen Misserfolge im Bereich von ADATS und das Ende des Kalten Krieges zur Fokussierung auf Technologie, Verbrauchsgüter und Kundenservice. So wurde 1990/92 die Sparte für Eisenbahnbremsausrüstungen an die Knorr-Bremse verkauft und firmierte noch eine Zeit lang als Oerlikon-Knorr Eisenbahntechnik. 1994 übernahm Oerlikon-Bührle die in der Vakuumtechnik tätige Leybold-Gruppe und fusionierte sie mit Balzers zu Balzers & Leybold, dem führenden Unternehmen für Dünnschichttechnologie.
1999 fokussierte der Konzern auf ausgewählte Technologiesektoren und veräusserte den Rüstungsbereich Oerlikon Contraves Defence an Rheinmetall (Rheinmetall Air Defence) und den Schuhhersteller Bally an die US-amerikanische Texas Pacific Group. Die Raumfahrtsparte wurde als Contraves Space rechtlich selbständig. Die Oerlikon-Bührle Immobilien AG wurde an die Allreal Holding verkauft und firmiert seither als Allreal Generalunternehmung AG. Im Januar 2000 erfolgte die Umbenennung des Oerlikon-Bührle-Konzerns in Unaxis und im September 2006 die erneute Umbenennung auf OC Oerlikon AG. Im gleichen Zuge wurde Contraves Space in Oerlikon Space umbenannt. 2009 erwarb RUAG die Oerlikon Space und machte sie zur RUAG Space bzw. heute Beyond Gravity.

## Beteiligungen
- Bally
- Gerätebauanstalt Balzers
- Contraves
- Ikaria Gesellschaft für Flugzeugzubehör mbH, Berlin
- Franz Brozincevic
- Pilatus-Flugzeugwerke, Stans